# CMKLR1
CMKLR1 (англ. Chemerin chemokine-like receptor 1) – білок, який кодується однойменним геном, розташованим у людей на короткому плечі 12-ї хромосоми. Довжина поліпептидного ланцюга білка становить 373 амінокислот, а молекулярна маса — 42 322.
| 10         |  | 20         |  | 30         |  | 40         |  | 50         |
| ---------- |  | ---------- |  | ---------- |  | ---------- |  | ---------- |
| MRMEDEDYNT |  | SISYGDEYPD |  | YLDSIVVLED |  | LSPLEARVTR |  | IFLVVVYSIV |
| CFLGILGNGL |  | VIIIATFKMK |  | KTVNMVWFLN |  | LAVADFLFNV |  | FLPIHITYAA |
| MDYHWVFGTA |  | MCKISNFLLI |  | HNMFTSVFLL |  | TIISSDRCIS |  | VLLPVWSQNH |
| RSVRLAYMAC |  | MVIWVLAFFL |  | SSPSLVFRDT |  | ANLHGKISCF |  | NNFSLSTPGS |
| SSWPTHSQMD |  | PVGYSRHMVV |  | TVTRFLCGFL |  | VPVLIITACY |  | LTIVCKLQRN |
| RLAKTKKPFK |  | IIVTIIITFF |  | LCWCPYHTLN |  | LLELHHTAMP |  | GSVFSLGLPL |
| ATALAIANSC |  | MNPILYVFMG |  | QDFKKFKVAL |  | FSRLVNALSE |  | DTGHSSYPSH |
| RSFTKMSSMN |  | ERTSMNERET |  | GML        |  |            |  |            |

A: Аланін

C: Цистеїн

D: Аспарагінова кислота

E: Глутамінова кислота

F: Фенілаланін

G: Гліцин

H: Гістидин

I: Ізолейцин

K: Лізин

L: Лейцин

M: Метіонін

N: Аспарагін

P: Пролін

Q: Глутамін

R: Аргінін

S: Серин

T: Треонін

V: Валін

W: Триптофан

Кодований геном білок за функціями належить до рецепторів, g-білокспряжених рецепторів, білків внутрішньоклітинного сигналінгу, фосфопротеїнів. 
Задіяний у такому біологічному процесі, як альтернативний сплайсинг. 
Локалізований у клітинній мембрані.